# Sender Kleť
Der Sender Kleť ist eine Sendeanlage für Radio, TV sowie Richtfunk auf dem Berg Kleť in Südböhmen.
Aufgrund seiner relativen Grenznähe zu Oberösterreich von etwa 30 bis 40 km, sind die UKW-Programme des Senders in weiten Teilen des Mühlviertels, sowie im nordwestlichen Waldviertel und dem östlichen Bayerischen Wald problemlos in guter Qualität zu empfangen.
Auch die digitalen Fernseh- und Radioprogramme sind mit Außenantenne in vielen Gebieten zu empfangen.

## Geschichte
Der erste Sendemast am Kleť wurde von 1957 bis 1959 mit einer Höhe von 116 Metern errichtet, um einen besseren Fernsehempfang in Südböhmen zu erreichen. Offiziell ging der Sender dann am 1. Mai 1959 in Betrieb.
Am 1. Januar 1961 wurde auch zum ersten Mal UKW-Rundfunk auf der Frequenz 70,07 MHz vom Kleť gesendet.
Von 1974 bis 1977 wurde der heute bestehende, abgespannte Stahlrohrmast errichtet, der den alten Mast ersetzte.
Am 1. Oktober 2008 begann man mit der Ausstrahlung von DVB-T.
Vom 25. Juli 2011 bis 21. September 2011 wurde im Rahmen eines Probebetriebs DVB-T2 auf Kanal 25 mit 100 kW gesendet.
Am 1. November 2019 begann die Ausstrahlung von DAB+ des Tschechischen Rundfunks ČRo auf Kanal 12C mit 20 kW.

## Frequenzen und Programme

### Analoges Radio (UKW)
Vom Kleť werden folgende UKW-Radioprogramme gesendet: Die Sendeanlage von Hitrádio Faktor befindet sich beim Aussichtsturm 250 Meter südöstlich vom Hauptmast.
| Frequenz (in MHz) | Programm             | RDS PS          | ERP (in kW) | Antennendiagramm rund (ND), gerichtet (D) | Polarisation horizontal (H), vertikal (V) |
| ----------------- | -------------------- | --------------- | ----------- | ----------------------------------------- | ----------------------------------------- |
| 91,1              | ČRo 1 - Radiožurnál  | R-ZURNAL        | 78          | D                                         | H                                         |
| 94,1              | Frekvence 1          | Radio F1        | 62          | D                                         | H                                         |
| 102,9             | Rádio Impuls         | IMPULS          | 62          | D                                         | H                                         |
| 104,3             | Hitrádio Faktor      | HITRADIO_FAKTOR | 32          | D                                         | V                                         |
| 106,4             | ČRo České Budějovice | R-CB            | 78          | D                                         | H                                         |

Ursprünglich gab es noch die Frequenz 96,1 an diesem Standort, wegen massiven Störungen mit dem Sender Untersberg in den  Berchtesgadener Alpen musste die Frequenz jedoch auf den weit niedrigeren Standort Kluk (Kozí kámen) verlagert werden.

### Digitales Radio (DAB+)
Aktuell werden folgende Programme vertikal mit anderen Sendern gerichtet ausgestrahlt: 
| Block (Kanal) | Multiplex    | Programme | ERP (kW)   | Pol | Gleichwellennetz (SFN) |
| ------------- | ------------ | --- | ---------- | --- | --- |
| 12C           | CRo_DAB+     | ČRo-RADIOZURNAL (64 kbps) ČRo-RZ SPORT (48 kbps) ČRo-DVOJKA (64 kbps) ČRo-VLTAVA (80 kbps) ČRo-PLUS (48 kbps) ČRo-REGION (48 kbps) ČRo-PLZEN (48 kbps) ČRo-C.BUDEJOVICE (48 kbps) ČRo-LIBEREC (48 kbps) ČRo-PARDUBICE (48 kbps) ČRo-JUNIOR (48 kbps) ČRo-DDUR (80 kbps) ČRo-JAZZ (80 kbps) ČRo-DAB PRAHA (48 kbps) ČRo-RETRO (48 kbps) ČRo-WAVE (64 kbps) | 20 (max. ) | V   | - Plzeňský: Domažlice (Čerchov), Klatovy (Barák), Klatovy (Doubrava II), Krašov, Pilsen (Radeč), Pilsen (Sylván), Svatobor, Tachov (Dlouhý Újezd), Železná Ruda - Jihočeský: České Budějovice (Kleť) - Středočeský: Beroun, Divišov (Měchnov), Mezivrata (Benešov), Příbram (Hvězdárna), Rakovnik - Hlavní město Praha: Prag (Žižkov) - Karlovarský: Klínovec, - Ústecký: Buková hora, Most (Široký vrch) - Liberecký: Jedlová, Ještěd - Královéhradecký: Černá hora, - Pardubický: Pardubice (Krásné), u. a. |
| 11C           | PLAY.CZ DAB+ | Radio Relax (64 kbps) | 20 (max. ) | V   | Klatovy (Barák) (p.), České Budějovice (Kleť), Pilsen (Radeč) (p geplant) |
| 10C           | CRA_DAB+ CZ  | Cesky Impuls (48 kbps) Rádio Impuls (56 kbps) Country Radio (48 kbps) EVROPA 2 (72 kbps) Frekvence 1 (64 kbps) Radio Spin (32 kbps) Radio Kiss (48 kbps) RADIO BONTON (32 kbps) ROCKZONE (48 kbps) Radio 1 (48 kbps) Radio Beat (88 kbps) Signal Radio (40 kbps) SPI (16 kbps) Packet Data                                                                | 20         | V   | České Budějovice (Kleť), Jihlava (Javořice) (p.), Mezivrata (Benešov) |
| 9C            | COLOR DAB+   | 'Rádio SÁZAVA (72 kbps) COLOR MusicRadio (96 kbps) Americana Radio (64 kbps) Classic Praha (128 kbps) Expres FM (96 kbps) HEY Radio (96 kbps) ZUN Rádio (72 kbps) MUSICONLY (96 kbps) | 2          | V   | České Budějovice (B. Němcové) |
| 9B            | RTI.cz JC    | *Radio BEAT* (88 kbps) Radio PROGLAS (96 kbps) Signal Radio (88 kbps) Radio 1 (96 kbps) Radio 7 (88 kbps) TOP 40 (96 kbps) | 10         | V   | Kašperské Hory (Javorník), Kluk (Kozí kámen), České Budějovice (Kleť II) |

### Digitales Fernsehen und Radio (DVB-T, DVB-T2)
| Kanal | Frequenz (in MHz) | Multiplex                                  | Programme im Multiplex | ERP (in kW) | Antennen- diagramm rund (ND), gerichtet (D) | Polarisation horizontal (H), vertikal (V) | Modulations- verfahren | FEC | Guard- intervall | Bitrate (in MBit/s) |
| ----- | ----------------- | ------------------------------------------ | --- | ----------- | ------------------------------------------- | ----------------------------------------- | ---------------------- | --- | ---------------- | ------------------- |
| 39    | 618               | MUX1 Česká televize (öffentlich-rechtlich) | - ČT1 HD - ČT 1 JM HD - ČT 1 SM HD - ČT2 HD - ČT3 HD - ČT4 Sport HD - ČT24 HD - ČRo 1 - Radiožurnál - ČRo 2 – Praha - ČRo 3 – Vltava - ČRo Radio Wave - ČRo D-dur - ČRo Leonardo - ČRo Rádio Česko       | 100         | ND                                          | H                                         | 64-QAM                 | 2/3 | 1/4              | 19,10               |
| 30    | 546               | MUX2 České Radiokomunikace                 | - Prima Cool - Prima Family - JOJ Family - Nova Cinema - Nova Action - Nova Fun - Nova Gold - Nova Lady - ABC TV - CS Mystery - Paramount Network - SPORT 5                                              | 63          | ND                                          | H                                         | 64-QAM                 | 2/3 | 1/4              | 19,10               |
| 22    | 482               | MUX3 Czech Digital Group                   | - Jihočeská Televize - Óčko - Óčko STAR - Nova - Šlágr TV - TV BARRANDOV - BARRANDOV KRIMI - KINO BARRANDOV - Prima Love - Prima Zoom - Pětka TV - Seznam.cz TV - Tv NOE - Radio Proglas - Cesky Impuls  | 100         | ND                                          | H                                         | 64-QAM                 | 3/4 | 1/8              | 24,88               |
| 27    | 522               | MUX4 Digital Broadcasting                  | - Prima - Prima +1 - Prima COOL - Prima KRIMI - Prima MAX - Prima SHOW - Prima STAR - TV Pohoda - Fanda - Retro Music TV - CNN Prima News - Naladte se na digitalni vysilani CRA -HD Programme in MPEG-4 | 100         | D Nordost                                   | H                                         | 64-QAM                 | 2/3 | 1/8              | 22,17               |

Die Verfügbarkeit der angegebenen Programme kann sich noch ändern. Der MUX 4 von Digital Broadcasting ist im Aufbau bzw. ständigem Umbau.

### Analoges Fernsehen (PAL)
Vor der Umstellung auf DVB-T wurde analoges Fernsehen mit folgenden Daten gesendet:
| Kanal | Frequenz (MHz) | Programm | ERP (kW) | Sendediagramm rund (ND)/ gerichtet (D) | Polarisation horizontal (H)/ vertikal (V) |
| ----- | -------------- | -------- | -------- | -------------------------------------- | ----------------------------------------- |
| 2     | 59,25          | TV Nova  | 150      | D                                      | H                                         |
| 33    | 567,25         | Prima TV | 0,1      |                                        | H                                         |
| 39    | 615,25         | ČT1      | 600      | ND                                     | H                                         |
| 49    | 695,25         | ČT2      | 600      | ND                                     | H                                         |